# 2709 Sagan
Sagan (asteroide 2709) é um asteroide da cintura principal, que orbita entre Marte e Júpiter. Foi descoberto em 21 de março de 1982 por Edward Bowell, no Observatório Lowell, em Flagstaff, Arizona, Estados Unidos.
É um asteroide tipo S, ou seja, composto em grande maioria de sílica (rochas).
2709 Sagan está a 2,04 UA do Sol. Possui um período orbital de 1188 dias (3,25 anos) e uma velocidade orbital média de 20 km/s.
Seu nome é uma homenagem ao astrônomo, cientista e divulgador científico americano Carl Sagan.